# Stadeck

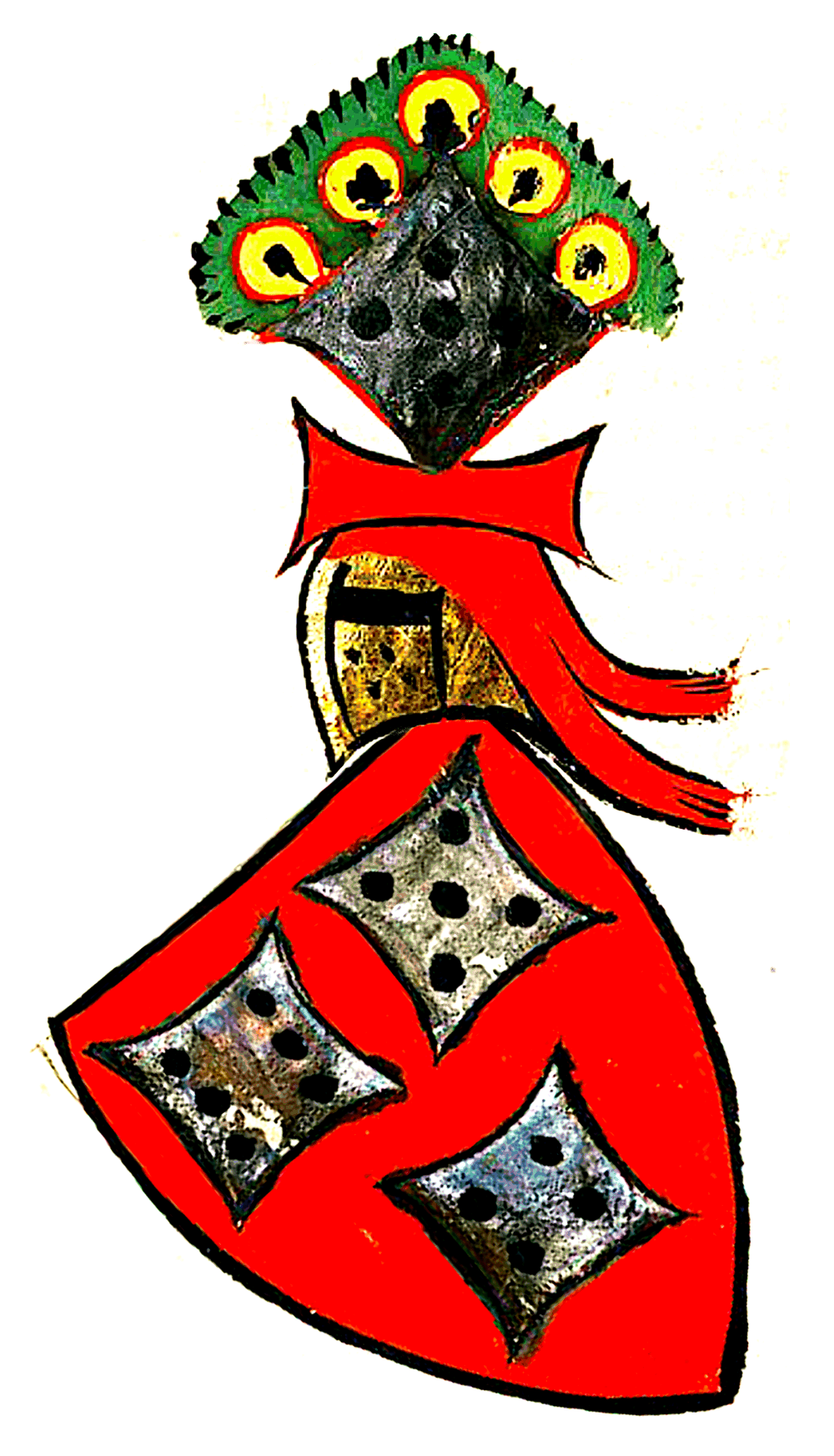
Wappen der Herren von Stadeck (Stadegge) aus dem Codex Manesse

Die Herren von Stadeck (Stadecker), ein Ministerialengeschlecht der steirischen Landesfürsten, lebten im 13. und 14. Jahrhundert.

## Geschichte

### Vorfahren
Wulfing/Wolfber, Vorfahre der Stubenberger, war mit den markgräflichen Traungauern in die werdende Steiermark gekommen und heiratete hier in zweiter Ehe die Witwe Hartnids I. von Ort, eines hochfreien Aribonen-Sprosses, die einen Teil des riesigen Aribonenerbes mit in ihre Ehe brachte. Ihr Sohn war Gottschalk „Schirling“, der sich ab 1166 nach seiner Herrschaft „von Neuberg/Neidberg“ nannte; dessen Sohn Rudolf begründete 1192 die Stadecker Linie:

### Rudolf I.
Rudolf I. (1192–1230) nannte sich als Erster nach seiner Burg Stadekke (Stadeck, Stattegg) nördlich von Graz. Der Wehrbau war in der Folge Stammsitz der Stadecker und hatte auch den Übergang „über die Leber“ ins Semriacher Becken zu decken. Im 14. und 15. Jahrhundert wird der Burgstall auch Entritz (Andritz) genannt. Die Feste wird schon 1404 als öd bezeichnet, heute sind nur mehr geringe Spuren vorhanden. Das nach Süden sich öffnende Tal war bis über St. Veit hinaus Allod der Stadecker (ein Erbe aus der Aribonenzeit um 1020) und hieß Amt Aigen. Im Übrigen war Rudolf ein Dienstmann des Steirerherzogs gleich wie sein Bruder Erchenger von Landesere. Rudolf finden wir als Zeugen bei landesfürstlichen Bestätigungen und Schenkungen an geistliche Stifte.

### Ludwig
Von den vier Söhnen Rudolfs I. schlug Ludwig die geistliche Laufbahn ein und wurde 1226 Abt von Rein. 1244 wurde er von Papst Innozenz IV. gemeinsam mit den Äbten von Heiligenkreuz und Zwettl beauftragt, die Vorbedingungen zur Gründung eines Wiener Bistums zu untersuchen, welches Herzog Friedrich wünschte. Auch nach Ludwigs Tod 1246 blieben die Stadecker diesem Stifte eng verbunden: Man findet die Namen der meisten Stadecker im Reiner Nekrolog.

### Rudolf II. „von Stadegge“, Minnesänger

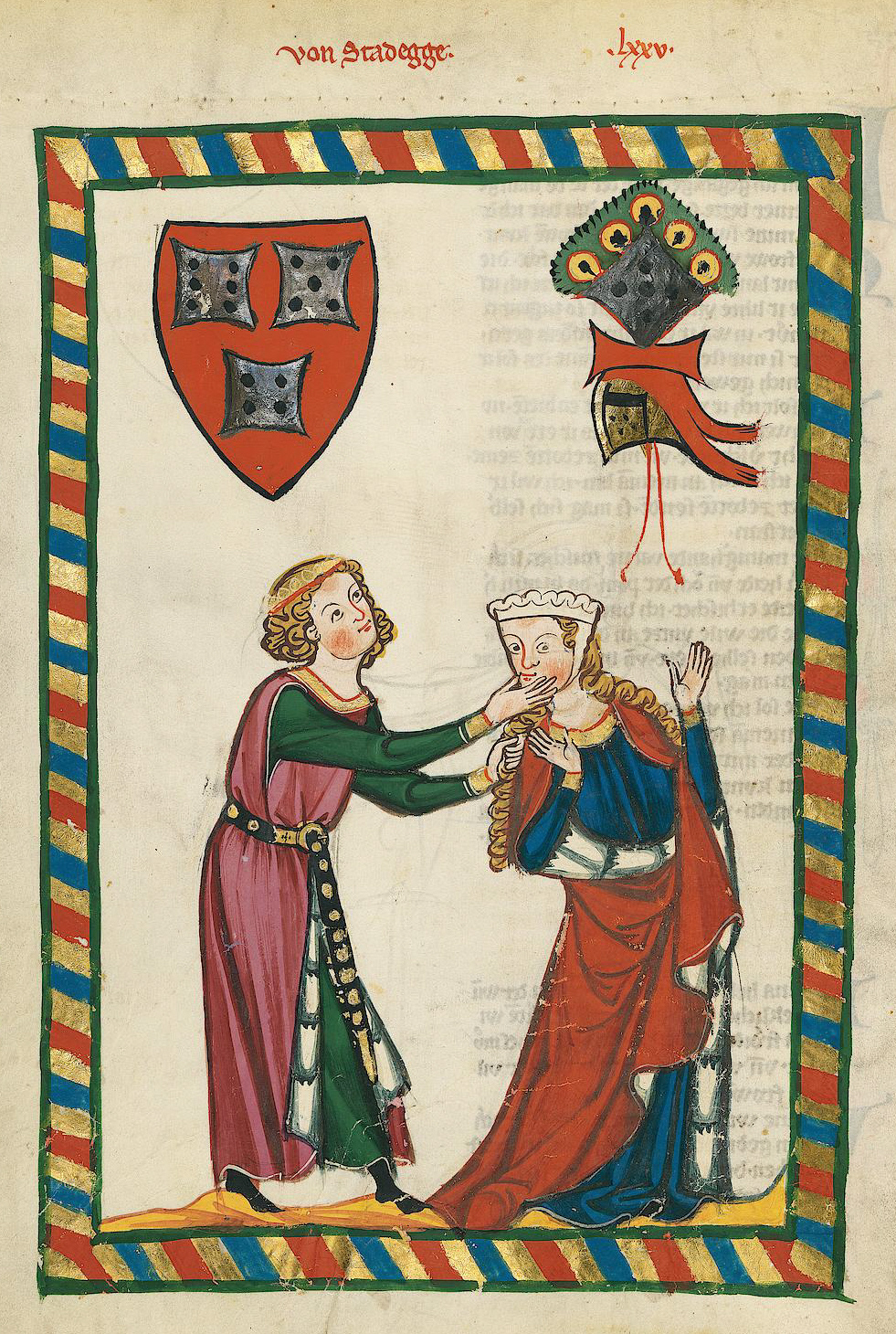
Darstellung des „von Stadegge“ im Codex Manesse

Rudolf II. († 1261) und sein Bruder Leutold I. waren 1243 gemeinsam Zeugen bei einer Schenkung einiger Huben unter der Burg Helfenstein (nahe Rein) durch den Salzburger Erzbischof Eberhard von Regensberg an das Stift Rein. Öfter wird er zusammen mit dem Minnesänger und Epiker Herrand von Wildonie erwähnt. 1246 hält er sich bei Erzbischof Eberhard, 1249 beim Salzburger Elekten Philipp von Spanheim auf. 1250 trifft man ihn zu Graz beim Gericht des Grafen Meinhard von Görz, im Dezember 1260 bei König Ottokar. Rudolf wird letztmals 1261 bei einem von Wok von Rosenberg gehaltenen Gericht in Marburg erwähnt, wo die Pfannberger Helfensteiner Besitzungen an Rein herausgeben mussten. Der zweite Zeuge war Ulrich von Liechtenstein, der erste Zeuge hingegen war Rudolf, dessen Minnelieder unter dem Namen von Stadegge in der Pariser Liederhandschrift überliefert sind. Von einem Rudolf von Stadekke wird berichtet, dass er sich die Eneit Heinrichs von Veldeke abschreiben ließ.

### Leutold I.
Leutold I. († 1292), der wie Rudolf II. mit einer Anna aus dem Hause Seifrieds von Mahrenberg verheiratet war, war schon vor der Ungarnherrschaft in Steiermark Landeshauptmann im Dienste Ottokars von Böhmen und konnte durch seine zweite Ehe um 1285 mit Diemut, der Erbtochter Dietrichs III. von Liechtenstein († 1278), Burg und Herrschaft Rohrau für sein Haus gewinnen. Bis 1261 findet man Leutold meist gemeinsam mit Rudolf, ab 1269 mit Hartnid. 1269 fand der Vergleich zwischen dem Spital im Cerewald (Spital am Semmering) und Erchenger II. und III. von Landesere statt, bei dem auch Leutold und Hartnid anwesend waren. Mit den Stadecker Brüdern siegelten auch Wulfing von Stubenberg und Gottschalk von Neitperg. Mit ihrem stammverwandten Hause Stubenberg hatten die Brüder enge Beziehungen. So sind beide 1288 Zeugen beim Verkauf der Kuenring'schen Burg Gutenberg und der Vogtei über Berchtesgaden und Seckau an die Brüder Ulrich, Friedrich und Heinrich von Stubenberg.

### Hartnid I.
Der vierte Sohn Rudolfs I., Hartnid I. (Hertneit, Hertneid, † 1295?), war Mitverschworener des Reiner Schwurs 1276, vermutlich auch im Sinne seiner Brüder, denn politisch zogen sie alle an einem Strang. Weihnachten 1282 waren Leutold und Hartnid beim Augsburger Reichstag, auf dem König Rudolf I. seine Söhne Albrecht und Rudolf mit Österreich und Steiermark belehnte. Am steirischen Adelsaufstand 1291/92 nahmen die Stadecker nicht teil; so wurde Hartnid 1292 – nach Ablöse des beim steirischen Adel höchst unbeliebten Abtes Heinrich von Admont – Landeshauptmann von Steiermark im Dienste Herzog Albrechts I. (bis 1299?). Hier sei angemerkt, dass alle Stadecker dem jeweiligen Landesfürsten meistens treu ergeben waren. In der Folge hatte Hartnid 1294 seinen Wildoner Namensgenossen (Hartnid III.) zu bändigen, der die landesfürstlichen und admontischen Güter schwerstens geschädigt hatte. Auch an der strafweisen Verpflanzung Hartnids von Wildonie aus Wildon nach Eibiswald hatte der Stadecker Anteil. Hartnid I. starb offenbar kinderlos; sein Erbe fiel an die Sprösslinge Leutolds I.

### Rudolf III., Hartnid II.
Die Söhne Leutolds I., Rudolf III. (erwähnt 1314–1338) und Hartnid II. (erw. 1314–1336) erscheinen meist zusammen. 1314 verpfändete Herzog Friedrich der Schöne Rudolf für 323 Pfund und Albert von Pottendorf für 420 Pfund Pfennige die Zehnten zu Mürzzuschlag, Weißeneck, Rosseck, Anschau, Gessen, Emerswert und Muents. Die Stadecker führten auch Salzburger Lehen in der Steiermark; als Lohn für ihre Treue gegenüber ihrem Lehensherrn übertrug den Brüdern Erzbischof Friedrich III. zusammen mit den Losensteinern Hartnid, Rudolf, Dietrich und Ludwig die Feste Freundsberg (Frondsberg, in Koglhof; ohne Datum). 1331 verpfändeten beide Brüder mit Willen ihrer Hausfrauen Ofmei und Guete das Gut Hedweigsdorf (Raum Hartberg?) dem Hartberger Richter Dietrich, nach dessen Rücklösung 1334 wurde es dem Stift Rein geschenkt.

### Leutold II.
Der Sohn Hartnids II. Leutold II. († 1367) setzte das Geschlecht fort. Über ihn wissen wir Wichtiges aus der Totenklage des Lehr- und Wappendichters Peter Suchenwirt. Hiernach stand Leutold im Kriegsdienst Herzog Ottos und König Ludwigs von Ungarn. Es ging um die Kämpfe nach 1335 um die Kärntner Nachfolge zwischen Habsburg und König Johann von Böhmen. Auch 1351 kämpfte Leutold als Verbündeter der Herren von Walsee und von Puchheim gegen die böhmischen Rosenberger von Neuhaus. Anschließend eilte er Herzog Albrecht II. zu Hilfe, der Zürich seit Sommer 1351 belagerte. Unter Rudolf IV. wurde er 1360 Landeshauptmann von Krain und löste damit Konrad von Auffenstein ab. 1361 ist er schon Landmarschall von Österreich (Urkunde, in der die Schaunberger die Landesoberhoheit der Habsburger anerkennen(?)). 1362 bis 1363/64 war er steirischer Landeshauptmann. Er starb 1367. Suchenwirt rühmte an ihm außer ritterlicher Tapferkeit und standesgemäßem Frauendienst Klugheit im Rat, den er bereitwillig allen gewährte, Treue gegen die Herrschaft ohne falschen Höflingssinn und Freigebigkeit.

### Johann
Leutolds II. Sohn Johann (Hans) († 1399) sollte der letzte männliche Stadecker sein. Seine Mutter wird als eine von Walsee vermutet; daraus wäre der Name erklärt sowie die günstige Beziehung zu den Cilliern. Johann scheint ab 1367 in Urkunden auf. 1370 und 1380 finden wir ihn als Gläubiger der österreichisch-steirischen Herzöge Albrecht III. und Leopold III. 1385 stiftete Hans einen Zehnten für die Pfarrkirche St. Veit am Aigen „gelegen ob Grecz auf der gegent an der Endricz“ gegen einen Jahrtag am nächsten Montag nach Allerheiligen und dafür, dass alle Sonntage „vmb mich vnd vmb all mein vadern mit namen“ gebetet werde. Laut Weinhold war dieses allsonntägliche Fürbittgebet zu seiner Zeit (1860) noch üblich. 1389 erhielt Johann von Herzog Albrecht III. Lehen zu Gotesprunn/Göttlesbrunn und Arbaistal/Arbesthal; von 1396 bis zu seinem Tode 1399 war er Landeshauptmann der Steiermark.

### Nachwehen
Im Jahre 1400 belehnte Herzog Wilhelm von Habsburg seinen Bruder Ernst mit den heimgefallenen Stadecker Lehen, allerdings nur auf dem Papier; denn Johanns einzige Tochter Gueta/Guta hatte das Glück, Graf Hermann II. von Cilli als starken und gewitzten Vormund zu haben: Es gelang ihm, Rohrau als Reichslehen zu deklarieren und so seinem Mündel, das er 1402 an Ulrich, Sohn des Grafen Hugo von Montfort, vermählte, zu erhalten. Auch die Herrschaft Stadeck (die Burg war damals schon öde), Teufenbach, Strallegg und Langenwang konnte er Guta und ihrem Gemahl durch sein diplomatisches Geschick sicherstellen.
Die sterblichen Überreste der Stadecker ruhen im Untergeschoss der Kirche zu St. Veit in Graz.

## Stammlisten

### Stubenberger Vorfeld
nach Fritz Posch u. a.:
Wulfing/Wolfber († ca. 1160), 1130 Pöllau (?), Passail (?),

oo I. NNw, Tochter von Adalbero von Feistritz
A: Otto, 1160 von Stubenberg (Burg Stubenberg)
B: Wulfing von Stubenberg, 1268 Gefangener König Ottokars II.
A: Wulfing, 1173 Burg Kapfenberg (?)

oo II. NNw, Witwe von Hartnid I. von Ort († ca. 1147)
A: Gottschalk Schirling († ca. 1192), 1166 von Neuberg/Neitperg
B: Gottschalk der Jüngere von Neidberg (?)
B: Leutold von Neidberg (?)
B: Adelbert von Neidberg (?)
B: Rudolf I. von Stadekke (1192–1230)
B: Erchenger I. von Landesere (Erkenger von Landsee) († 1211)

### Stadecker
nach K. Weinhold, J. Bergmann u. a.:
A: Rudolf I. von Stadekke (1192–1230)
B: Ludwig, Abt von Rein (1226–1246)
B: Rudolf II. (1243–1261), Minnesänger, ⚭ Anna von Mahrenberg
C: ?Friedrich (1263–1303)
D: ?Gerhoch, 1325 Pfarrer von Marburg
B: Hertneit/Hartnid I. (1269–1295?), Landeshauptmann von Steiermark (1292–1299), ⚭ Diemut von Veldesberg/Feldsberg, Tochter des Alber von Velzperch
C: Alhaid (Adelheid)
C: Agnes
C: Preide (Brigida)
B: Leutolt I. (1243–1292), LH Stmk. vor 1255, ⚭ I. Anna von Mahrenberg(?), ⚭ II. Diemut von Rohrau (a. d. H. Liechtenstein)
C: Dietrich
C: Rudolf III. (1314, † vor 1338), ⚭ Ofmei/Euphemia von Pottendorf († nach 1350), Tochter Konrads von Pottendorf
D: Rudolf IV. (1350–1370), ⚭ Agnes von Puchheim, Tochter Heinrichs von Puchheim und Elsbeths von Rauhenstein
C: Hertneit II. (1314–1336), ⚭ Gueta/Guta von Walsee-Drosendorf, Tochter von Heinrich von Walsee
D: Heinrich (1334)
D: Leutolt II. (1334, † 20. März 1367), LH Krain (1360), Landmarschall von Österreich (1361), LH Stmk. (1362–1363/64), ⚭ NNw von Walsee (?)
E: Johann/Hanns (1367, † 6. September 1399), LH Stmk. (1396–98), ⚭ Anna von Neuhaus († nach 1426)
F: Gueta/Guta († 13. September nach 1412), ⚭ 1402 Graf Ulrich von Montfort-Bregenz-Pfannberg († 1419)
G: Hermann I. von Montfort-Pfannberg
G: Stephan
D: Dietrich (1334)
D: Elisabeth, ⚭ Wolfgang von Winden
E: Burkart von Winden, ⚭ Anna von Losenstein
A: Ulrich von Stadeck; von Weinhold als „falscher Bruder Rudolfs“ bezeichnet und aus der Genealogie eliminiert; von anderem Autoren für identisch mit dem Salzburger Erzbischof Ulrich von Seckau († 1268) gehalten.

## Wappen
Die Stadecker (und die Landesere) führten einen zum Raube geschickten Löwen, den Peter Suchenwirt weiß in rot tingiert. Auf dem Helm lag als Zimier ein Adlerflug.

## Herrschaft Stadeck
Das Aigen (Eigengut, später „Amt Aigen“) genannte Gebiet der Stadeck'schen Herrschaft liegt am nördlichen Grazer Stadtrand, umfasste Andritz, Stattegg und Weinitzen und reichte
von der „Schöcklschneid“ (d. i. der Sattel westlich des Schöcklgipfels) im Norden
bis zum Austein (heute Kalvarienberg) an der Mur im Süden und
von der Mündung des Dultbaches in die Mur südöstlich von Gratkorn im Westen
bis über Wenisbuch (damals „Wernhartspuch“) im Osten.
Besitzgeschichte nach F. Posch (siehe Aribo II.#Ehen und Nachkommen):
Königliche Schenkung großer Teile der Oststeiermark an Pfalzgraf Hartwig II. um 1020, die im Zuge von Erbteilungen zersplittert wurden
Pfalzgraf Aribo II. (enthoben 1055, † 1102)
Hartnid von der Traisen, um 1080
Ernst von der Traisen, bis 1136
Hartnid I. von Ort († vor 1147), ⚭ NNw
Witwe Hartnids von Ort, ⚭ Wulfing (von Stubenberg)
Gottschalk Schirling (ab 1166 von Neuberg/Neitperg bei Hartberg)
Rudolf von Stadeck 1192

## Weitere Besitzungen
- Langenwang/Hohenwang (von den Landesere, nach 1285)
- Rohrau (von Liechtensteinern)
- Hartenstein (?, 1270–1300)
- Teufenbach (ab 1338)
- Burg Liechtenstein (nach 1367, 1384 verpfändet an Hermann und Wilhelm von Cilli)
- Kranichberg (bei Gloggnitz, ab 1363)
- Kranichfeld/Rače bei Schleinitz/Slivnica (südlich Maribor; vermutlich Erbe von Mahrenberg)
- Krems (bei Voitsberg) (von Walseen)
- die Festenburg (ab 1366)
- Zehnten zu Gainfarn (1367)
- Anteil am Salzburger Lehen Freundsberg/Frondsberg
- Salzburger Lehen Waxenegg (?)[2]
- Bruck an der Leitha, Fürstenfeld, Vellenbach/Feldbach (landesfürstliche Pfandlehen, 1370)
- Brunn (bei Wiener Neustadt), Vischa/Fischau, Piesting, Weikersdorf, Wöllersdorf, Stallhofen/Stollhof, Leiding, Zweiersdorf (erwähnt 1422 als ehemalige stadeckische Lehen)
- Rauchenwarth
- Straleneck bei Pölau (Strallegg)
- Hofkirchen bei Hartberg
- Kaindorf (bei Hartberg)
- Reinberg (bei Vorau, ab 1366)
- Weinbaugebiet in Purbach (am Neusiedlersee, 1318)
- Göttlesbrunn-Arbesthal (ab 1389)